# 魁剛·金
奎刚·金（Qui-Gon Jinn）是《星球大戰》系列中的角色，由連恩·尼遜（Liam Neeson）所演繹。他負責訓練歐比王·肯諾比（Obi-Wan Kenobi），二人關係就像父子般，及將安納金·天行者（Anakin Skywalker）帶到絕地的世界。外傳中，他曾因戀人泰雅（Tahl）的死令自己差點墜入黑暗面，但他仍是一個既叛逆，卻又願意為光明犧牲奉獻的絕地大師。

## 生平

### 絕地訓練
依據星球大戰年表，魁剛·金出生於92BBY，他便被帶到克魯斯根（Coruscant）接受絕地訓練。8歲時，他認識了另外的實習生泰雅（Tahl）、奇利·偉雲（Clee Rhara）等，並且成為好友。10歲那年，奎刚參加了展示自己能力的比賽，從而希望成為絕地武士或大師的學徒（Padawan）。就在這此比賽中，杜庫伯爵（Count Dooku）看到魁剛的精彩劍術，不久，杜庫便 收了他作學徒。
師徒二人橫越銀河執行過許多任務。其中著名的一次，他們負責伴隨參議員巴力施·安努（Blix Annon）參加一次外交任務，但卻被太空海盜潛入了了他們的船，他們的領袖羅威·洛（Lorian Nod）本是一個絕地武士，並且與杜庫曾經是親密的朋友。戰鬥中，杜庫因憤怒令他被蒙蔽，正想以致命一擊殺死已無力還手的羅威·洛時，幸好魁剛·金及時叫停他。
這此任務後，師徒二人接受了一個長達兩年的使命，也是師徒二人最後一次一起執行。當完成使命後，魁剛與好久沒有見面的泰雅再次重聚，而杜庫最後一次以師父身份告訴魁剛他有一個弱點，就是他對所有生命的同情心，杜庫亦忠告他小心朋友的背叛。

### 學徒背叛
很快，魁剛與泰雅便成為絕地武士（Jedi Knight），當絕地議會（Jedi Council）提議他收一個學徒時，他認為自己還未準備好，所以推辭了。在未來數年間，他選擇了單獨接受任務，但他在一次任務中，於泰努四星（Telos IV）中發現了一個展示出強大原力的薩拉多（Xanatos），雖然這男孩比受訓年齡還要大，但魁剛仍帶他回到絕地聖殿（Jedi Temple）接受訓練。後來，魁剛收了一個不知名的學徒，過了兩年，那學徒成為了絕地武士，而魁剛也成為了絕地大師，並且收了剛接受完廟堂訓練的薩拉多為新學徒。
以後的十二年，魁剛與薩拉多師徒一起生活，許多絕地議會成員，如尤達都十分關心薩拉多，並且決定給他成為絕地武士的測試。魁剛與薩拉多被派到薩拉多家鄉泰努四星，與他的暴君父親克利昂（Crion）戰鬥。可惜，薩拉多受其父親的權力和財富引誘，轉投了克利昂一方，並發動內戰。克利昂殺了統治者後，魁剛亦打敗克利昂，薩拉多非常憤怒，他除下父親的指環，用魁剛的光劍燒熱，在自己的面頰留下烙印，發誓一定要復仇，並成功逃走。
返回廟堂後，魁剛為薩拉多的事責怪自己，甚至發誓有生之年也不再訓練絕地學徒。泰雅嘗試安慰魁剛，並帶他到訓練行星偉古六星（Ragoon VI）休息，從而令魁剛忘掉薩拉多的事，但這黑色的一頁在魁剛的生命中非常難刪掉。以後幾年，魁剛再次選擇單獨接受任務，不過他有時會和不同人一起執行不同的任務，而多數也是和泰雅，例如成功地監督新亞蘇朗星（New Apsolon）的第一次民主選舉。

### 新學徒
數年過後，尤達再次鼓勵魁剛收學徒，但魁剛已決定不再訓練，不過他仍答應照顧絕地廟堂中一些較年長的學徒，包括布魯克·秦（Bruck Chun）和歐比王·肯諾比（Obi-Wan Kenobi）。他相當注意歐比王的能力，但由於銀河議會議長的命令，他便離開廟堂，乘坐運輸船向班杜米亞星（Bandomeer）出發。在船上，魁剛與同樣被派到班杜米亞星接受農務集團（Agricultural Corps）訓練的歐比王再次遇上，同時，他們幫了一群被犯罪組織滅世礦業合作社（Offworld Mining Corporation）騷擾的亞剛拉人（Arcona）。二人到達班杜米亞星後，魁剛收到一封薩拉多的信，原來這裡不是需要絕地的幫忙，而是滅世礦業合作社的領袖、變成黑暗絕地武士的薩拉多正用恐怖手段企圖控制這星球。
當魁剛送歐比王到農務集團報到後，便去見薩拉多，希望以使者身份協調滅世合作社和班杜米亞星，而不是敵人。不過，薩拉多卻設下陷阱以殺死魁剛，幸而歐比王解救。魁剛決定要破壞薩拉多的恐怖行為，他與薩拉多進行決鬥，最後成功結束薩拉多的事業，但薩拉多亦再一次逃出。這此行動中，魁剛發現了歐比王的潛力，並重拾信心，在44BBY時收了歐比王為新學徒。二人接受了許多跨越行星的任務，例如技那星（Gala）和凡特星（Phindar）。一次任務中，二人搶救了在苗利特人（Melida）和丹人（Daan）戰鬥中被弄盲的泰雅，這此事件甚至令歐比王一度被停職。
而魁剛與歐比王亦多次遇上薩拉多，薩拉多甚至引誘了布魯克·秦在絕地廟堂中刺殺尤達。後來，魁剛與歐比王戰勝了薩拉多，並追捕他至泰努四星。在最後的戰鬥中，薩拉多選擇了跳進強酸池自殺，也不願投降。雖然絕地少了一個敵人，但在魁剛心中卻是黑暗一頁裡一個不安的結局。之後，魁剛與歐比王和其他絕地武士，例如達烏卡（Tyvokka）、（Plo Koon）、馮瑪（Tholme）及他的學徒桂利·華斯（Quinlan Vos）參加了其中一場宇宙中最大型的戰爭——士迪戰爭，這是少有的保衛貿易聯盟（Trade Federation）戰爭。
魁剛與歐比王二人的關係就像父子，他會盡他所能教導歐比王，由「生命原力的重要」到「絕地不鼓勵浪漫關係」都一一向歐比王講授。而魁剛與歐比王仍有繼續接受任務，例如在基更星（Kegan），他就發現擁有對原力十分敏感的奧尼娜·超兒（Olana Chion）；他們又平息了在偉鄧星系（Rutan system）中的衝突；更幫助了阿提奇吐克（Attichitcuk）和丘巴卡（Chewbacca）在卡須克星（Kashyyyk）建立殖民地和趕走貿易聯盟。

### 恐怖實驗
大約在42BBY，魁剛與歐比王被派往調查一宗奇怪的謀殺案，其死者的血液完全乾涸。這次調查帶領他們遇見著名的科學家珍娜·桑·亞保（Jenna Zan Arbor），他們發現這宗謀殺案是關於一個賞金獵人奧娜·樂比（Ona Nobis），但未知她的委託人是誰。當二人與奧娜戰鬥時，魁剛設法得到她的船，但被她用雷射熗擊中，魁剛被捕獲和帶到珍娜·桑·亞保處，她原是修讀關於原力敏感的基因特徵。她要以魁剛作為實驗品，她先將魁剛的血液完全放乾，並以刑具測試他的忍受程度。
幸好，歐比王得到泰雅、艾迪·葛莉雅（Adi Gallia）和希瑞·塔奇（Siri Tachi）的幫助，成功潛入珍娜·桑的實驗室和解放了魁剛，珍娜·桑亦被捉到、監禁，而歐比王也成功將奧娜·樂比殺死。事件過後，二人沒有休息的機會，刺殺尤達不成功的布魯克·秦父親霍士·秦（Vox Chun）雇用了一位律師沙魯· 蘇隆（Sano Sauro）控告歐比王要為他兒子的死負責，這次審訊雖然判歐比王是清白，但魁剛對歐比王卻進入感情困難期。

### 悲劇的愛
在這數月，魁剛與泰雅的友誼不斷上升，而泰雅最近又收了歐比王的朋友班迪·依雲（Bant Eerin）作學徒，魁剛一直給泰雅意見。他們發現二人的關係已經不只是友誼，甚至更進一步，但他們都認為該以絕地為先，教好學徒才是首要任務。當他與歐比王在偉古六星訓練時，他不斷預見泰雅將受到極大的危險。後回到克魯斯根星，他向絕地議會提出希望能與泰雅一起進行下一個到新亞蘇朗星的任務，不過泰雅卻拒絕了，並將班迪·依雲留在廟堂，單獨前往。
三星期過去，仍沒有泰雅的消息，魁剛與歐比王不理絕地議會的命令，親自前往新亞蘇朗星找尋泰雅。過了一段長時間的尋覓，他們終於發現泰雅健康無事，而魁剛與泰雅向眾人表達了他們對彼此的愛慕，並互相許諾，當完成任務後便處理好二人之間的感情問題。但過了不久，泰雅再次失蹤，她被一名新亞蘇朗星的反抗軍巴龍（Balog）綁架。當魁剛與歐比王找到巴龍時，他已經將毒藥餵給泰雅，雖然絕地們想盡辦法搶救她，魁剛甚至想用原力救她，仍是無能為力，泰雅最終逝去了。
泰雅的死令魁剛意志低沉和將體內原力的黑暗面不斷上漲，他責怪自己要為泰雅的死而負責，甚至重提他在薩拉多的事上的失敗。他發誓一定要找巴龍復仇，而且將追蹤他的事視為優先。歐比王十分擔心自己的師父，不斷安慰魁剛他已沒有辦法去救回泰雅，但魁剛不願聽。最後，他終於找到巴龍，憤怒的魁剛將他逼至牆角和準備將他了結，但突然有一個聲音：「不要啊，魁剛（No, Qui-Gon.）」這聲音令魁剛清醒過來，他收起了光劍放下憤怒，從原力的黑暗面走出來。當他將巴龍送到監獄後，魁剛感激歐比王的說話令他冷靜下來，但歐比王卻否認了，魁剛意識到這聲音是泰雅。當回到克魯斯根星時，魁剛便為泰雅舉行了一個適當的葬禮。
魁剛從黑暗面走了出來，而魁剛的朋友裘卡斯特·暖（Jocasta Nu）繼承了泰雅，成為絕地資料管理員。奇特·費司多（Kit Fisto）則成為班迪·依雲的新師父。魁剛與歐比王師徒繼續接受任務，如追捕賞金獵人傲拉·辛（Aurra Sing）；和魅使·雲度（Mace Windu）、普羅‧昆等一起對抗印取以人（Yinchorri）；與星雲前線恐怖分子（Nebula Front terrorist organization）作戰等。而其中一次任務中，二人要和艾迪·葛莉雅和希瑞·塔奇一起執行，但魁剛發現了歐比王與希瑞之間的愛意，他便以自己與泰雅的事件忠告歐比王失去至親的人的後果。

### 
32BBY，貿易聯盟藉反對最新的稅法以暴力封鎖納布星（Naboo），銀河議會因此派遣魁剛與歐比王師徒二人前往解決紛爭。但貿易聯盟的首領卻下令摧毀了魁剛他們的飛行船，並在他們等待的會議室施放毒氣。魁剛和歐比王連忙閉氣，更殺敗許多戰鬥機械人，當魁剛用光劍破開防護門到指揮室時，卻被毀滅者機械人（Droidekas）所擋，魁剛見情勢不對，便和歐比王逃離現場，並躲到了貿易聯盟的運輸艦之內。
二人隨著貿易聯盟的運輸艦來到了那卜星，遇上貿易聯盟下令進攻那卜星。混亂中，魁剛救了恰恰·賓克斯（Jar Jar Binks），並由恰恰·賓克斯帶領下到剛耿族（Gungans）的海底城市。一進城，他們便被大砲隊長（Captain Tarpals）帶去見剛耿的首領路剛·那斯（Rugor Nass），那斯因那卜星人的高傲而不願給予幫助，只答應給兩位絕地武士一艘邦戈（Bongos）小艇，魁剛並以恰恰·賓克斯救過他為由，要那斯讓他們帶走了準備接受嚴厲懲罰的恰恰賓克斯。
經過了一番驚心動魄的海底中生物攻擊，三人穿過水核心，來到了那卜星的皇宮，正好帕德梅·艾米達拉（Padmé Amidala）女王被戰鬥機器人強行押走，幸好兩位絕地武士及時趕到，救走了艾米達拉女王。原本皇后不願離開那卜星，但在魁剛的勸說下，她終於答應離開。一行人殺至機場，乘搭皇家座機（Royal Starship）離開那卜星，準備前往銀河議會，向議會陳情。不過，皇家座機遭貿易聯盟的砲火攻擊，幸而R2-D2完成使命，皇家座機才得以脫困。但座機的T-14超光速引擎已壞，因此魁剛決定先行至塔圖因星（Tatooine）更換引擎。
魁剛帶著恰恰·賓克斯和女王的侍女帕德梅·納貝麗（Padme Naberrie）前往莫斯伊士堡城（Mos Espa）找尋新的引擎，他們在瓦頭（Watto）的店裡找到新引擎，並遇上一個小奴隸安納金·天行者（Anakin Skywalker）。但瓦頭不要共和國幣，也不受絕地武士的念力影響，而天色已晚，魁剛金一行人只好暫住安納金的家一晚。
夜裡，魁剛正在煩惱要如何獲得超光速引擎，安納金自告奮勇願意參加飛梭大賽（Pod Race），以獎金幫助他們買引擎。魁剛向安納金的媽媽雪米·天行者（Shmi Skywalker）解釋安納金不是一個普通的孩子，並且在當晚魁剛金為安納金做了迷地原蟲指數（midi-chlorian count）測量，發現安納金的指數竟然比絕地大師尤達還高。在飛梭大賽開始前，魁剛金又和瓦頭增加了的新的賭注，如果安納金贏了，他可獲得自由，如果輸了，該部賽艇歸瓦頭所有。終於，安納金不負所望，成功贏了，並獲得了自由，也為魁剛們贏得了超光速引擎。當魁剛和安納金正要回到那卜皇家座機時，達斯·魔（Darth Maul）從後追擊而來，魁剛一面叫安納金趕快跑回座機上，另一方面則與達斯·魔接戰。達斯·魔令魁剛頗感吃力，趁達斯·魔一個不注意，魁剛跳上前來接應的座機離去，但一連串的打鬥，令魁剛也感到疲憊不堪。
回到克魯森星（Coruscant）後，魁剛與歐比王師徒二人與皇后和安納金暫時分開，來到了絕地議會報告在塔圖因星球發現西斯派徒一事，眾長老們甚感吃驚，也答應魁剛金會弄清楚這一切。另外，魁剛也向長老們提出安納金體內迷地原蟲超高的情況，並希望安納金能接受成為一位絕地武士的測驗，絕地議會決定先面見安納金。絕地議會面見安納金後，雖然也認為他是可造之才，但卻因他年紀太大，尤達亦看到安納金的未來充滿迷霧，所以拒絕了他成為絕地學徒，而且魁剛一次也不能收兩個徒弟。
魁剛卻宣佈歐比王已經完成絕地武士訓練，只待通過議會的最後試煉，不過絕地議會仍不同意。尤達決定先放下安納金是否能成為絕地學徒之事，讓安納金追隨魁剛的身邊，保護艾米達拉女王回到那卜星。在回返那卜星，艾米達拉女王希望聯合剛耿族一起來打倒貿易聯盟，但是剛耿族的那斯並不答應，此時女王的侍女佩米出面說明一切，原來她才是真正的女王本尊，替身是為了保護她的安全才裝扮成女王的模樣，她並屈膝向那斯懇求相助，終於以誠意感動了那斯。
阿米達拉皇后兵分三路，一路由剛耿族正面與戰鬥機械人兵團對抗，她則親率眾侍衛與絕地武士直接攻入皇宮，並讓另一路那卜戰鬥機（Naboo Fighter）得以順利起飛，前往攻擊貿易聯盟的指揮艦。魁剛為了安納金的安全，要他躲在那卜戰機之中，然後魁剛等人繼續往皇宮內部前進。但沒想到達斯·魔早已等在他們面前，魁剛與歐比王叫阿米達拉皇后繞道先走，由他們兩人來對付達斯·魔，縱然師徒聯手，但達斯·魔以雙刃光劍應戰卻未見下風。
魁剛追擊達斯·魔進入了發電廠，三人被能源牆分開，當能源牆消失時，又再次戰鬥，但歐比王卻被再次擋在能源牆之內。魁剛一人力戰達斯·魔，不過因年長而體力不濟，加上魁剛擅長的光劍戰鬥第四型不適合在反應器核心如此狹窄的空間發揮，最後，魁剛在被達斯·魔劍柄連著短擊臉部空檔的瞬間被光劍刺穿身體。不過，歐比王亦為師父報仇，攔腰砍殺了達斯·魔。魁剛在臨死前，對歐比王說希望他訓練安納金。最後，魁剛在那卜星中被火化。

### 絕地英靈
魁剛死後，他成功地從陰間走出來，並成為絕地英靈，據說這是得到泰雅的引導，因當憤怒的魁剛想將巴龍殺死時，是死去的泰雅的聲音阻止了魁剛。
然而，這時的他未能擁有實在的身體和與其他絕地聯絡，所以不能阻止安納金因憤怒而殺死沙人。直至複製人戰爭後，他成功與尤達接觸，尤達知道這能力後，自稱是學生向魁剛求教，此技巧需要達到了慈心、無私的奉獻，物理的自己雖然消失，但靈魂卻成為另一個原力。以後，尤達在隱居前教了歐比王與魁剛的聯絡方法，隨後，魁剛一直教授歐比王如何變成絕地英靈。
在影集歐比王·肯諾比中也有以絕地英靈的方式現身與徒弟歐比王交流。
35ABY，在尤达和欧比王的学生、新一代绝地武士路克·天行者推翻希夫·白卜庭皇帝和他的帝国后31年，生来就有着无比强大的生命原力的芮为最后的绝地武士、与复活的皇帝在艾西戈行星最后决战时，魁刚和过往历代无数伟大的绝地武士们一同作为英灵借给她力量，帮助她最终击败皇帝并将其彻底消灭。

## 個性設定
魁剛·金的名字中，魁剛（Qui-Gon）可能是中國的氣功（Qigong）所演變，而金（Jinn）則是阿拉伯語中的精靈（Genie）。
另一說則是源自日文的『開眼人（KaiGanJin；かい がん じん）』。
電影中，他是絕地中一位聰明、忠實的成員。他是一位好導師，他將所有知識不保留地教給歐比王。而已，他對薩拉多的叛變感到十分自責，雖然最後他能克服過來，但仍一直在心中揮之不去，所以當歐比王有所質疑時，魁剛便會以「我會做我必要做的事。（I will do as I must）」、「這對你來說已經是足夠了。（that should be good enough for you.）」他亦著重於生命原力的重要，在泰雅死後，他更對生命原力看重，他亦曾訓誡歐比王不要只著重未來（預知原力），應更看重現在（生命原力）。所以他對發現安納金·天行者能平衡原力十分雀躍。
他擁有叛逆的性格，如不理絕地議會的命令，親自前往新亞蘇朗星找尋泰雅、一定要收安納金為學徒等。他雖然曾兩次被邀請加入絕地議會，但都被魁剛拒絕，改由普羅‧昆和奇‧亞地‧蒙地（Ki-Adi-Mundi）代替。他與其他絕地武士關係一直不錯，普羅‧昆、艾迪·葛莉雅、達烏卡、奇‧亞地‧蒙地等都是魁剛·金的朋友，他非常尊重、杜庫伯爵、尤達。

## 其他知識
- 喬治·盧卡斯曾想在中，將魁剛·金以絕地英靈的方式出現，但連恩·尼遜因腳傷而未能演出。
- 作為對連恩·尼遜（Liam Neeson）的謝意，在裡的其中一個小學徒被命名為連恩（Liam）。
- 雖然他沒有再出現在其他集數，但他被描寫成擁有永恆的原力（成為絕地英靈）。
- 他與尤達大師一樣，都是光劍戰鬥第四型的使用者。

## 師徒

### 師父
杜庫伯爵

### 徒弟
- 不知名的學徒
- 薩拉多（已斷絕關係，絕地學徒→原力黑暗面）
- 歐比王·肯諾比

## 外部連結
- （英文）魁剛·金在星球大戰資料庫
- （英文） Wookieepedia上的相关条目：魁剛·金